# Contea di Loddon
La contea di Loddon è una local government area che si trova nello Stato di Victoria. Si estende su una superficie di 6.694 chilometri quadrati e ha una popolazione di 7.459 abitanti. La sede del consiglio si trova a Wedderburn.